# Serge Demierre
Serge Demierre (Ginebra, 16 de gener de 1956) és un ciclista suís, ja retirat, que fou professional entre 1977 i 1991. El 1976 va prendre part als Jocs Olímpics d'estiu de Mont-real. En el seu palmarès destaca una victòria d'etapa al Tour de França de 1983, així com el Campionat de Suïssa en ruta de 1983.
Una vegada retirat exercí d'entrenador dels equips Helvetia-Fichtel & Sachs (1992) i Post Swiss Team (1999-2000).

## Palmarès
- 1974
  - 1r al Tour al País de Vaud
- 1975
  - Vencedor d'una etapa al Tour de la RDA
- 1976
  -  Campió de Suïssa en ruta amater
- 1980
  - Vencedor d'una etapa de la Volta a Suïssa
- 1981
  - 1r al Trofeu Baracchi (amb Daniel Gisiger)
  - Vencedor de 2 etapes de la Volta a Catalunya
  - Vencedor d'una etapa de la Volta a Alemanya
- 1982
  - 1r a Buch am Irchel
  - Vencedor d'una etapa de la Volta a Suïssa
- 1983
  -  Campió de Suïssa en ruta
  - Vencedor d'una etapa del Tour de França i 1r del Premi de la Combativitat
  - Vencedor d'una etapa del Tour de Romandia
- 1984
  - 1r a la Ruta d'Or
  - Vencedor d'una etapa de la Volta a Catalunya
- 1987
  - 1r a Sion
  - 1r a Lousanne
  - Vencedor d'una etapa del Premi Guillem Tell
- 1988
  - Vencedor d'una etapa del Tour of Britain
- 1991
  - Vencedor d'una etapa del Tour de Romandia

### Resultats al Tour de França
- 1982. 72è de la classificació general
- 1983. 71è de la classificació general. Vencedor d'una etapa. 1r del Premi de la Combativitat
- 1984. Abandona (5a etapa)
- 1991. Fora de control (12a etapa)

### Resultats al Giro d'Itàlia
- 1980. Abandona (7a etapa)
- 1981. 27è de la classificació general
- 1985. Abandona (14a etapa)
- 1986. 101è de la classificació general

### Resultats a la Volta a Espanya
- 1978. Abandona (7a etapa)